# П-3 «Іскра»
| П-3 «Іскра»                                                                   | П-3 «Іскра» | П-3 «Іскра» |
| ----------------------------------------------------------------------------- | --- | --- |
|                                                                               | | |
|                                                                               | | |
| Схема підводного човна типу «Правда»                                          | | |
| Верф                                                                          | ССЗ № 189, Ленінград | ССЗ № 189, Ленінград |
| Під прапором                                                                  | Військово-морський флот СРСР | Військово-морський флот СРСР |
| Порт приписки                                                                 | Оранієнбаум | Оранієнбаум |
| Закладений                                                                    | 19 грудня 1931 року | 19 грудня 1931 року |
| Спуск на воду                                                                 | 1 грудня 1934 року | 1 грудня 1934 року |
| Введений до складу флоту                                                      | 9 липня 1936 року | 9 липня 1936 року |
| Виведений зі складу флоту                                                     | 2 червня 1952 року | 2 червня 1952 року |
| На службі                                                                     | 1936-1952 | 1936-1952 |
| Сучасний статус                                                               | 2 червня 1952 року списаний на брухт | 2 червня 1952 року списаний на брухт |
| Бойовий досвід                                                                | Друга світова війна Кампанія на Балтійському морі | Друга світова війна Кампанія на Балтійському морі |
| Проєкт                                                                        | | |
| Тип ПЧ                                                                        | ескадрений дизель-електричний торпедний підводний човен                                                                                              | ескадрений дизель-електричний торпедний підводний човен                                                                                              |
| Розробник проєкту                                                             | ОКТБ-2 | ОКТБ-2 |
| Основні характеристики                                                        | | |
| Швидкість (надводна)                                                          | 20,2 вузлів (37,4 км/год) | 20,2 вузлів (37,4 км/год) |
| Швидкість (підводна)                                                          | 8,3 вузли (15,3 км/год) | 8,3 вузли (15,3 км/год) |
| Робоча глибина занурення                                                      | 50 м | 50 м |
| Гранична глибина занурення                                                    | 70 м | 70 м |
| Дальність плавання                                                            | 5 535 миль (10 250 км) на швидкості 10,9 вузлів у надводному положенні 105 миль (194 км) на швидкості 2,5 вузли (4,63 км/год) у підводному положенні | 5 535 миль (10 250 км) на швидкості 10,9 вузлів у надводному положенні 105 миль (194 км) на швидкості 2,5 вузли (4,63 км/год) у підводному положенні |
| Екіпаж                                                                        | 54 офіцери та матроси | 54 офіцери та матроси |
| Розміри                                                                       | | |
| Довжина найбільша (по КВЛ)                                                    | 90 м | 90 м |
| Ширина корпусу найб.                                                          | 8 м | 8 м |
| Середня осадка (по КВЛ)                                                       | 2,83 м | 2,83 м |
| Водотоннажність надводна                                                      | 931 тонна | 931 тонна |
| Силова установка                                                              | | |
| Дизель-електрична: 2 × дизельних двигуни M10V49/48 2 × електродвигуни ПП84/95 | | |
| Гвинти                                                                        | 2 | 2 |
| Потужність                                                                    | 2 × 2700 к.с. (дизелі) 2 × 550 к.с. (електродвигун)и                                                                                                 | 2 × 2700 к.с. (дизелі) 2 × 550 к.с. (електродвигун)и                                                                                                 |
| Озброєння                                                                     | | |
| Артилерія                                                                     | 2 × 100-мм гармати Б-24-ПЛ | 2 × 100-мм гармати Б-24-ПЛ |
| Торпедно- мінне озброєння                                                     | 6 × 533-мм торпедних апаратів 10 торпед | 6 × 533-мм торпедних апаратів 10 торпед |
| ППО                                                                           | 1 × 45-мм напівавтоматична універсальна гармати 21-К                                                                                                 | 1 × 45-мм напівавтоматична універсальна гармати 21-К                                                                                                 |

П-3 «Іскра» — радянський ескадрений дизель-електричний підводний човен типу «Правда», що входив до складу Військово-морського флоту СРСР за часів Другої світової війни. Закладений 1 грудня 1934 року на Балтійському суднобудівному і механічному заводі у Ленінграді під будівельним номером 220. 1 грудня 1934 року спущений на воду. 9 липня 1936 року корабель уведений до строю, а 23 липня 1936 року включений до складу Балтійського флоту ВМФ СРСР.

## Історія служби
Відразу після введення до строю підводний човен «Іскра» через конструктивні недоліки був визнаний таким, що бойове застосування його неможливо. Отже його використовували як навчальний корабель для підготовки моряків-підводників.
У листопаді 1940 року брав участь у груповому поході з П-1 «Правда» і П-2 «Звєзда» в Балтійському морі із заходом в Таллінн, Ригу, Лібаву.
На початок війни човен перебував у складі окремого навчального дивізіону підводних човнів в Оранієнбаумі. 16 липня 1941 року «Іскра» зіткнувся з підводним човном Б-2 «Пантера», отримав пробоїну в цистерні головного баласту і був поставлений на ремонт у Кронштадті.
10 серпня 1944 року човен вивели зі складу флоту та передали НДІ зв'язку та телемеханіки ВМФ. 2 червня 1952 року човен виключили зі складу флоту і передали до НДІ № 11 ВМФ для використання в дослідних цілях.